# Juan Ángel Calzado
Juan Ángel Calzado de Castro (nacido el 16 de marzo de 1937 en Barcelona, Cataluña) fue un jugador de hockey sobre hierba español. Su logro más importante fue una medalla de bronce en los Juegos Olímpicos de Roma 1960 con la selección de España. 

## Desarrollo profesional
Miembro de la familia Calzado, corredores de seguros, en 1962 comenzó su carrera profesional como Comisario de Averías o representante de compañías extranjeras para siniestros de automóviles cubiertos por la Carta Verde Internacional. En 1965, al fallecer su padre, Francisco de Asís Calzado Barret, Juan Ángel Calzado de Castro y su hermano Melquiades fueron designados como directores para España de la Compañía británica The London & Lancashire, que se fusionaría más adelante con la Compañía Royal Insurance, y que serían los antecesores de IATI Seguros.
Posteriormente amplió la empresa creando una sociedad en Portugal y otra en Marruecos.  La intervención y gestión de esta empresa en el trágico accidente del Camping de Los Alfaques, en San Carlos de la Rápita, le valió la condecoración más importante del Gobierno Belga concedida por Su Majestad el Rey en 1982 “La décoration civile d´Officier De L´ordre De Leopold”.
Fue presidente de la Federación Internacional de Hockey entre 1996 y 2001.

## Vida privada
Es abuelo del actual jugador de la selección nacional Luis Calzado.

## Participaciones en Juegos Olímpicos
- Roma 1960, medalla de bronce.
- Tokio 1964, cuarto puesto.

## Premios, reconocimientos y distinciones
- Medalla de Oro de la Real Orden del Mérito Deportivo, otorgada por el Consejo Superior de Deportes (2011)